# .hack//Radio
『.hack//Radio』（ドットハックラジオ）は声優の浅野真澄と川澄綾子がパーソナリティを務めたラジオ番組（アニラジ）である。なお、本項では『.hack//Radio』の前番組で同様の性格を持ったラジオ番組である『RadioB』（ラジオビー）についても便宜上併せて記載する。

## .hack//Radio

### 概要
『.hack//Radio』は文化放送で毎週日曜日23:30 - 24:00に、BSQR489では毎週木曜日20:00 - 20:30に放送されていた。主要スポンサーはバンダイ、角川書店。放送開始は2002年4月7日からで、2003年3月30日まで50回にわたり放送された（BSQR489は4日遅れ）。なお、この放送スケジュールは当初2002年一杯の予定であったものが、文化放送A&Gゾーンで聴取率第1位（第7回放送で発表）になるなどの人気があったため、年度末まで延長されたものである。オープニングテーマはABBAの「That's Me」、エンディングテーマには川澄綾子の「Day's Angel」が使われた。
この番組はタイトルに.hack//を冠していたことからも明らかであるようにProject .hackの一環として制作されたものである。ただし、.hackプロジェクト内におけるこの番組の役割は、主に関連製品の宣伝等を担当するという位置付けであった。また、サブタイトルを含めた『.hack//Radio 綾子・真澄のすみすみナイト』（「すみすみ」は浅野真澄と川澄綾子の名前に共通する「すみ」に由来）というタイトルが番組内で一貫して用いられていたこともあって、プロジェクト色の弱いすみすみナイトという愛称が定着していた。浅野はゲーム『.hack』にてヒロイン役を担当しており、川澄も後に発売されたゲーム第2作『.hack//G.U.』のヒロイン役を担当する事になる。

### タイトル
- 『.hack//Radio 綾子・真澄のすみすみナイト』（タイトルコール）
- 『すみすみナイト』（宛先案内）
- 『.hack//Radio すみすみナイト』（BSQRの静止画）

### 特徴
この番組は、上記のとおり.hackの販促番組の位置付けを与えられ、一応プロジェクト向け情報コーナー（後述）はあったものの、どちらかといえばお便りをネタにした浅野真澄と川澄綾子の掛け合いが占める部分が大きく、かつ聴取者もそれを期待するというものであった。
ちなみに、上記の掛け合いというのは、基本的に浅野真澄がボケを、川澄綾子がツッコミを、それぞれ担当する漫才のようなものであった。特に浅野のボケぶりは極めて秀逸であり、ある意味非凡なその才能により何を言い出すか分からない暴走トーク、あばれトークと高い評価を得ることとなった。また、相方の川澄も常識人の立場からの容赦ない冷徹なツッコミによって浅野を叩きのめすことで、その掛け合いの面白さの増進に貢献していたといえる。その上、これらの掛け合いは、浅野が天然ボケらしい（演技だとしたら相当のもの）ということにより、さらにリスナーの予想を上回る面白さを提供していた。
もっとも、制作側は当初から番組をこのような方向に持っていくことを念頭に置いていたようであり、そのことは番組初期の台本自体が既に浅野真澄をお笑い要員として扱っていたことによく表れていた。

### 主な出演者
浅野真澄
番組におけるボケ担当。かなり非常識な発言等により、どんな話題でも自分をネタとして強引に漫才にしてしまう稀有な才能を持つパーソナリティ。川澄らにツッコミを入れられた時は「ナンダヨー!」などと絶叫系の切り返しをかますのがお約束で、さらに番組後半以降は下ネタにも手を染めて出演者を唖然とさせることもしばしばであった。曰く「下ネタはみんなの共通言語」。番組内でのニックネームは「ますみん」。
川澄綾子
番組におけるツッコミ担当。「あなたの人生嘘ばっか」（第20回放送分）「ほんとの浅野真澄はこんなにもやぶれかぶれ」（第29回放送分）など、時には人格否定さえも辞さないツッコミの切れ味は極めて鋭く、番組の面白さを最大限引き立てていた。番組内でのニックネームは「あやちー」。
内山大輔
バンダイ社員でProject .hackのプロデューサー。番組ではスーパーバイザーとして作品群にまつわる情報や裏話を提供する役割を担っていた。しかし、童顔であることやマイペースな語り口をネタにされることが多かった。番組内でのニックネームは「ウッチー」。
長谷川恵美
グラビアアイドルで『RadioB』からアシスタントとして参加していた。主な担当はウチコンでの進行。番組放映当時は現役女子高生であり、このため浅野からしばしば「小娘」と呼ばれていた。第20回放送分を以って卒業しその役割を大久保綾乃に譲ることとなる。番組内でのニックネームは「えみっち」。
大久保綾乃
こちらもグラビアアイドルで、長谷川の後任として番組に参加していた。基本的な役割も前任者と同様であり、こちらも番組放映当時は現役女子高生であった。ただし、参加当初から浅野真澄をネタとしたトークを展開するなど、前任者とは一味違った味のあるキャラクターではあった。番組内でのニックネームは「くぼーの」。
那須めぐみ
番組後半から参加した声優。ガンダムガールズの一員としてガンダムコーナーでの進行を主に担当した。番組内でのニックネームは「おなす」。

### 主なコーナー
冒頭、ふつおたコーナー
パーソナリティが交代で身の回りで起きた他愛もない話を紹介することで始まり、その後リスナーからの投稿（ふつおた）を読むというコーナーに続く。なお、ここでの浅野の発言は非常識なものが多く、それに川澄がすかさずツッコミを入れるという展開となることがお約束であった。このツッコミは回を重ねるごとに激しくなり、番組序盤で既にボケとツッコミの関係が確立していた。
そう遠くない未来
リスナーが「○○の未来はどうなりますか」という問いを投稿し、それにパーソナリティが回答するというコーナー。しかし、実態は浅野と川澄の四方山話に流れることが多かった。なお、このコーナーは番組中盤には「悪性変異」のコーナーに衣替えすることとなった。
悪性変異
リスナーが身の回りで起こりつつある望ましくない事態について投稿し、パーソナリティらがそれに対する対応策を提案するというコーナー。しかし、投稿されるネタは「浅野真澄のファンになりそうで困っています」といった類のものが多く、番組内で浅野真澄ネタ禁止が告知されるほどであった。.hackゲーム第3作『侵食汚染』発売を前に、次のコーナーと交代。
侵食汚染
リスナーがはまってしまって侵食されていることを投稿。浅野真澄ネタは禁止。
ウチコン
.hackの総合情報コーナー。ウッチー・コンフィデンシャルの略。内山大輔の提供するゲームの攻略情報等を中心としつつプロジェクトの関連作品の宣伝やイベントの告知等を行っていた。
ガンダム・ザ・ワールド
番組後半からウチコンと並行して開設されたコーナー。当時バンダイ（現・バンダイナムコエンターテインメント）が売り出していたゲーム『ガンダムネットワークオペレーション』についての話題が中心であった。なお、浅野と那須はそのゲームを実際にプレイして、体験談や攻略法等の話題を提供していた。

### 本番組の影響
上記のようにある意味無軌道であった本番組は、特に浅野のその後の声優としてのキャリア形成に大きな影響を与えた。それまで新進気鋭の声優として一応正統派を目指していた浅野は、この番組のかなり早い段階でバラドル系女性声優としての地位を確立してしまい、その後演技・ナレーション・歌関係以外の仕事はこのキャラクターを前提としたものが中心となっていった。なお、『浅野真澄のスパラジ!』はまさにこのような前提の下開始されたラジオ番組であった。なお、後に浅野の夫となる漫画家の畑健二郎は、この時代から浅野の出演するラジオを聴いていたことをA&G 超RADIO SHOW〜アニスパ!〜の300回放送で述べている。

## RadioB
『RadioB』は文化放送で2002年1月8日から同年3月26日まで12回にわたり放送されていたラジオ番組である。メインパーソナリティには.hackシリーズの主要キャラクターであるブラックローズ役の浅野真澄を起用し、ゲームを中心としたProject .hackの宣伝をすることを主目的としていた番組であった。
しかし、当時はプロジェクトの大半が始動前ということもあり、その詳細な内容を扱うことにはかなりの制限がかかっていた。このため、.hackの紹介を行うコーナーであったウチコンも曖昧な情報しか提供できず、今ひとつ盛り上がりに欠けることになった。なお、このような状況でコーナーが盛り上がるのは、大抵の場合ウチコンの主である内山大輔と浅野真澄の掛け合いが発生したときであった。
このような事情もあって、本番組は浅野真澄のトークを中心として構成されることとなった。主要コーナーには浅野真澄の赤貧生活自慢など、.hackとは全く関係のないものが含まれるようになり、番組の性格はどちらかというと浅野のプロモーション的なアニラジに近いものとなった。なお、一応は.hack宣伝のアシスタントとして「バン☆ビ! ガールズ」（橘れな、長谷川恵美で構成）が置かれていたが、彼女らも開発中のソフトについて殆ど取り上げることができず、単なる漫談の相方のような役割を担っていた。
また、このような番組の迷走ぶりと、それに伴う浅野の位置付けの変更は、その直接の後継番組である『.hack//Radio』の方向性について多大な影響を与えることとなった。
| 文化放送 日曜23:30 - 24:00枠                                   | 文化放送 日曜23:30 - 24:00枠                  | 文化放送 日曜23:30 - 24:00枠                              |
| 前番組                                                         | 番組名                                        | 次番組                                                    |
| -------------------------------------------------------------- | --------------------------------------------- | --------------------------------------------------------- |
| 山本麻里安のはにわマイハウス                                   | .hack//Radio                                  | tryme.jp/今夜もはてぃはてぃ                               |
| BSQR489 木曜20:00 - 20:30枠                                    |                                               |                                                           |
| 大橋照子のこれでキメましょう! （2002年1月3日 - 2002年3月28日） | .hack//Radio （2002年4月11日 - 2003年4月3日） | tryme.jp/今夜もはてぃはてぃ （2003年4月17日 - 2003年7月） |